# Guido Garlato
Guido Garlato, né le 8 juin 1923, à Venise, en Italie, est un ancien joueur italien de basket-ball.

## Palmarès
- Champion d'Italie 1943